# Amīnābād (ort i Iran)
Amīnābād (persiska: اَمينابادِ هَياتِه بُزُرگ, مين آباد, Amīnābād-e Hayāteh Bozorg) är en ort i Iran.   Den ligger i provinsen Kurdistan, i den nordvästra delen av landet, 300 km väster om huvudstaden Teheran. Amīnābād ligger 2 348 meter över havet och antalet invånare är 330.
Terrängen runt Amīnābād är lite bergig. Runt Amīnābād är det ganska tätbefolkat, med 58 invånare per kvadratkilometer. Närmaste större samhälle är Qorveh, 9,4 km norr om Amīnābād. Trakten runt Amīnābād består i huvudsak av gräsmarker.